# یاتسونوری شیمایا
یاتسونوری شیمایا (انگلیسی: Yatsunori Shimaya؛ زادهٔ ۲۰ ژانویهٔ ۱۹۸۹) بازیکن فوتبال اهل ژاپن است.